# باشگاه فوتبال دیوونشایر کولتس
باشگاه فوتبال دیوونشایر کولتس یک باشگاه فوتبال مستقر در دیوونشایر پریش، برمودا است و در لیگ برتر برمودا قرار دارد.

## افتخارات
- لیگ برتر برمودا: ۳ قهرمانی
- جام حذفی برمودا: ۵ قهرمانی